# Agniolamia camerunica
Agniolamia camerunica là một loài bọ cánh cứng trong họ Cerambycidae.